# Eugène Le Coupanec
Eugène Le Coupanec est un homme politique français né le 1er novembre 1857 à Ploemeur (Morbihan) et décédé le 5 juin 1905 à Lorient (Morbihan).
Avoué à Lorient, il est conseiller général du canton d'Hennebont en 1892, et député du Morbihan de 1893 à 1898, siégeant sur les bancs républicains. 

## Sources
- « Eugène Le Coupanec », dans le Dictionnaire des parlementaires français (1889-1940), sous la direction de Jean Jolly, PUF, 1960 [détail de l’édition]
- « Eugène LE COUPANEC (1857 - 1905) », sur www.assemblee-nationale.fr (consulté le 17 décembre 2012)